# Uruburetama
Uruburetama é um município brasileiro do estado do Ceará. Pertence à Região Geográfica Intermediária de Fortaleza e à Região Geográfica Imediata de Itapipoca (anteriormente pertencente à mesorregião do Norte Cearense e à microrregião de Uruburetama). Desenvolveu-se às margens do rio Mundaú, no nordeste do país. Conhecida como Terra da Banana e Arraial, sua população, segundo o censo do IBGE de 2014, era de 20 991 pessoas. "Uruburetama" é uma palavra tupi que significa "terra dos urubus", através da junção dos termos uru'bu ("urubu") e retama ("terra").  O município completa em 19 de novembro de 2019, 299 anos de colonização oficial.

## História

### Primórdios
Anteriormente ao contato com colonizadores portugueses, no início do século XVII, o território do atual município de Uruburetama era possivelmente habitado por índios Wanacé ou Anacé, que ocupavam toda a área da Serra de Uruburetama, e por índios Tremembé que habitavam o rio Mundaú, além de Genipapos e Canindés. 
O primeiro registro escrito sobre a região de Uruburetama encontra-se em 'Relação do Maranhão, 1608' do padre jesuíta Luís Pereira Figueira que, junto com o padre Francisco Pinto, passaram pela Serra da Uruburetama em sua ‘Missão do Maranhão‘ a fim de catequizar os índios Tabajaras da Serra da Ibiapaba. Estes índios eram aliados dos franceses desde 1590, quando da construção da Feitoria da Ibiapaba pelo corsário francês Adolf Montbille.
Em sua narrativa, padre Pereira Figueira descreve uma dramática e extremamente difícil travessia pela serra de Uruburetama, para sua caravana de mais de 60 pessoas, que partira da enseada do atual Paracuru provavelmente em 07 ou 08 de março de 1607, em pleno período chuvoso:
| “ | [...] podendo-nos chegar à serra da Ybiapaba em 15 ou 20 dias gastamos dois meses porque nos foi necessário metermo-nos por matos e brenhas sem podermos dar passo senão com virem adiante dois ou três índios rompendo os matos, e na maior parte do caminho com as lamas e águas quase até o joelho, e tudo isto nos pareceu fácil quando depois nos vimos metidos numa serra a que chamam (Serra) dos Corvos que com o nome está declarado o triste caminho que leva quem nela se vai meter; nela nos meteram os índios dizendo que acharíamos muito mel e ratos que é o melhor mantimento que há nestes sertões afastados do mar: verdade é que disto achamos bastante nesta serra, mas tudo mais caro do que se fosse comprado nas lojas dos vendedores por que com as dificuldades do caminho que a princípio se mostrou fácil e com isso nos enganou, gastamos 12 ou 13 dias sem sabermos bem quando era dia nem noite, com os espessos e altíssimos matos por baixo dos quais íamos rompendo à força do braço e do ferro, subindo e descendo montes e rochedos que excedem toda a exageração, saltando de pedra em pedra, ora pra as nuvens, ora para os abismos,[...] [...]Nesta triste Serra dos Corvos parece que se ajuntaram todas as pragas do Brasil, inumeráveis cobras e aranhas a que chamam caranguejeiras, peçonhentíssimas de cuja mordedura se diz que morrem os homens,[...] | ” |

Quase ao final da travessia, o padre narra com tristeza a morte de um adolescente índio 15 a 18 horas após a mordida de uma cobra cascavel, no Domingo de Ramos. Após 39 dias de travessia, no dia 14 de abril de 1607 (Sábado de Aleluia), a caravana adentra, após descer no sopé ocidental da Serra de Uruburetama, onde hoje está situado o município de Irauçuba, pelo sertão e caminhando com bastante dificuldade, devido ao calor, as chuvas torrenciais, lama e escassez de alimentos, onde logo mais encontra o rio Aracatiaçu.
| “ | [...]morreu contudo confessado e sobre a sepultura fizemos um moimento pondo-lhe uma cruz à cabeceira; era isto domingo de ramos (8 de abril de 1607) no qual depois de nos benzermos naquele deserto nos partimos continuando nosso caminho ao longo da mesma serra, passando muitos e grandes rios que todos iam cheios pelas contínuas chuvas, e passamos todos aqueles dias tão santos de Endoenças (Quinta-feira Santa) e Paixão (Sexta-feira Santa) caminhando por matos e lamas como antes e ao Sábado Santo (14 de abril de 1607) passamos um rio muito maior que todos chamado Aracategi (Aracatiaçu), que compete com os grandes (rios) de Portugal e nos deu bem de trabalho buscar paus para jangadas para passar, no tempo em que por cá todos se alegram e se dão as boas Aleluias, finalmente o passamos assentados nos paus que iam por baixo da água, vindo-se o mundo abaixo com chuva, trovões e relâmpagos; e ao longo desse rio debaixo de um espesso e triste arvoredo estivemos aquela tão santa noite e dia meio alagados d’água. | ” |

Com o relato percebe-se que a região viria a representar um obstáculo à colonização com sua exuberante fauna e flora.

### Ocupação definitiva
No final do século XVII, com a definitiva ocupação da terras da Capitania do Siará Grande pelos portugueses, esta região começou a ser ocupada pela lei de Sesmarias. O povoado de Uruburetama teve sua colonização oficializada em 19 novembro de 1720, com a concessão de uma sesmaria ao capitão-mor Bento Coelho de Morais e à sua neta Maria Assunção, assinada pelo capitão-mor Manuel Francês. Anos mais tarde, essas terras foram herdadas pelo tenente-coronel Manuel Pereira Pinto e sua mulher, Florinda Coelho de Morais fez doação de 3 léguas ao padre Estevão Velho Cabral de Melo, para patrimônio sacerdotal.
Em 1739, numa carta ao rei D. João V, o governador da capitania de Pernambuco e da do Ceará (à época anexa à primeira), Henrique Luís Pereira Freire de Andrada, descreve uma relação das missões e aldeias das capitanias.
Em 1761, surgiu, pela primeira vez, o topônimo "Sítio Arraial", em um documento em que o padre Estevão revertia as terras aos seus doadores, reservando para si apenas um quarto de légua onde, já em 1878, os padres João Francisco Dias Nogueira e José Tomaz de Albuquerque concluiríam a construção do templo da paróquia, atual Igreja Matriz de Uruburetama, graças a doações do povo. No final do século XVIII, o povoado estava servida de uma estrada que vinha de Sobral, de onde esta e outra partiam para Fortaleza.
| “ | Uma, "larga e plana", seguia pelo norte da serra de Uruburetama, passando pela povoação de São Bento d'Amontada, e outra cruzava a serra, atravessando o povoado da Cruz. Ambas se uniam nas proximidades do rio Curu, e seguiam para a vila do Soure e Fortaleza. Esta é a mesma que saía de Fortaleza passando pelo Soure em direção a Sobral. | ” |

Em 1869, pela lei provincial nº 1277 de 05 de setembro, foi criado o distrito de Paz da povoação do Arraial. Já em 15 de dezembro de 1885 o distrito de São João da Imperatriz é criado pela provincial nº 2212.
Em 1 de agosto de 1890, pelo Decreto 34, o povoado foi elevado a vila  com o topônimo de São João do Arraial. Porém, no ano seguinte, aos 7 de fevereiro de 1891, o município é extinto por termo judicial e anexado aos municípios de São Francisco(atual Itapajé) e Itapipoca. Os termos da partilha do território de São João do Arraial geraram a questão dos limites municipais da Serra de Uruburetama que perdura até os dias atuais. O município só viria a ser restaurado no dia 28 de julho de 1899,  através da lei 526, com a denominação de São João de Uruburetama sendo criada, em 1934, a comarca até hoje existente.
O município de São João da Uruburetama passou a denominar-se Arraial em 20 de maio de 1931, e elevado a categoria de cidade em 28 de julho de 1931. No entanto, essa denominação foi substituída pela de Uruburetama em 1938. Na época, o município compunha-se dos distritos: Uruburetama (sede), Curu (atual São Luís do Curu), Natividade (atual Cemoaba), Riachuelo (atual Umirim) e Tururu. Em 22 de novembro de 1951 o distrito de Curu é desmembrado do município de Uruburetama e elevado à categoria de município com a denominação de São Luís do Curu. No ano de 1963 os distritos de Tururu e Umirim são desmembrados e elevados a municípios.
Em 14 de dezembro 1965, o município de Uruburetama adquire os extintos municípios de Tururu e Umirim como simples distritos, tendo sido Umirim restituído a município em 5 de fevereiro de 1985, e Tururu, apenas em 19 de junho de 1987.
Atualmente o município compõe-se dos distritos da Sede, Itacolomy (antigo Itapicu), Santa Luzia (antiga Forquilha), Mundaú e Retiro.

### Confederação do Equador
Uruburetama teve sua história marcada na revolução de 1817, quando Tristão Gonçalves de Alencar Araripe convocou um contingente de 800 milicianos na Serra de Uruburetama, liderados por Francisco Barroso de Sousa Cordeiro a fim de buscar apoio das vilas do interior na deposição do Presidente da Província nomeado pelo Império. Porém, enquanto as vilas da Serra de Uruburetama aderiram à revolução, as outras vilas do interior não aceitaram e contra-atacaram. Quando Tristão Gonçalves partiu para o interior para tentar derrotar as tropas legalistas a capital Fortaleza reafirmou sua lealdade ao Império. Muitos morreram em combate, como o próprio Tristão Gonçalves em 1825 em Jaguaretama, mas alguns foram executados na Praça dos Mártires em 1825, como Padre Mororó. 

### Influência cearense na história brasileira
Uruburetama tem produzido célebres personagens da história brasileira. Foi de Uruburetama que partiu em outubro de 1869 um grupo de pioneiros para colonizarem a Amazônia, liderados pelo Comendador João Gabriel de Carvalho, que se fixaram no baixo Purus .

## Geografia

### Localização
Situa-se na região litorânea do estado, com uma distância, em linha reta, de aproximadamente 109,6 km, da capital do estado, Fortaleza, 2347 km da maior cidade do país, São Paulo e 1636 km da capital do país, Brasília. Está localizada na Microrregião de Uruburetama que é pertencente à Mesorregião do Norte Cearense.

### Municípios próximos
O diagrama seguinte representa as sedes dos municípios num raio de 40 km ao redor de Uruburetama. 

### Rodovias de Acesso

#### Rodovias Federais
Uma pequena parte a leste do município é cortada pela BR-402 que liga Umirim ao litoral do Maranhão.

#### Rodovias Estaduais
A principal via de acesso ao município é a Rodovia Estadual CE-243 que inicia-se na localidade do Gancho (Varjota) e segue até a sede do município de Itapajé, passando na sede do município de Uruburetama.
O trecho da CE-243 que liga o centro de Uruburetama ao de Itapajé foi construído em 1958, por duas frentes de trabalho, a primeira tendo partido de Uruburetama e a segunda de Itapajé. No início de 1959 as duas frentes se encontraram em Santa Maria, Uruburetama.

#### Rodovias Municipais
Embora a maioria das rodovias do município não sejam asfaltadas ou pavimentadas em pedra tosca, a nomenclatura utilizada para essas vias segue a mesma utilizada por outros entes da federação, como União e Estados, e dividem-se em 5 categorias:
Rodovias Radiais: seguem da sede do município em direção aos seus extremos e sua numeração é crescente em sentido horário. Nomenclatura: URB-0XX;
Rodovias Longitudinais: cortam o município na direção Norte-Sul. Nomenclatura: URB-1XX; 
O número de uma rodovia longitudinal é obtido por interpolação entre 100 e 150, se a rodovia estiver a leste da Sede, e entre 150 e 199, se estiver a oeste, em função da distância da rodovia ao meridiano da Sede Municipal.
Rodovias Transversais: cortam o município na direção Leste-Oeste. Nomenclatura: URB-2XX;
O número de uma rodovia transversal é obtido por interpolação, entre 200 e 250, se a rodovia estiver ao norte da Sede, e entre 250 e 299, se estiver ao sul, em função da distância da rodovia ao paralelo da Sede Municipal.
Rodovias Diagonais: Estas rodovias podem apresentar dois modos de orientação: Noroeste-Sudeste ou Nordeste-Sudoeste. Nomenclatura: URB-3XX;
A numeração dessas rodovias obedece ao critério especificado abaixo:
Diagonais orientadas na direção geral NO-SE:
A numeração varia, segundo números pares, de 300, no extremo Nordeste do município, a 350, na Sede, e de 350 a 398, no extremo Sudoeste.
Obtém-se o número da rodovia mediante interpolação entre os limites consignados, em função da distância da rodovia a uma linha com a direção Noroeste-Sudeste, passando pela Sede Municipal.
Exemplo: URB-356 (Sede,Cruzeiro,Serra do Sítio,Retiro)
Diagonais orientadas na direção geral NE-SO: A numeração varia, segundo números ímpares, de 01, no extremo Noroeste do município, a 51, na Sede, e de 51 a 99, no extremo Sudeste.
Obtém-se o número aproximado da rodovia mediante interpolação entre os limites consignados, em função da distância da rodovia a uma linha com a direção Nordeste-Sudoeste, passando pela Sede Municipal.
Rodovias de Ligação: Estas rodovias apresentam-se em qualquer direção, geralmente ligando outras rodovias ou distritos. Nomenclatura: URB-4XX.
Superposição de Rodovias
Existem alguns casos de superposições de duas ou mais rodovias. Nestes casos usualmente é adotado o número da rodovia que tem maior importância (normalmente a nomeclatura Federal eEstadual ou a de maior volume de tráfego).

##### Principais Rodovias Radiais
| Identificação | Sentido      | Extremidade                     | Extensão | Observação               |
| ------------- | ------------ | ------------------------------- | -------- | ------------------------ |
| URB-010       | norte        | Localidade de Severino          | 5,14 km  |                          |
| URB-020       | nordeste     | Serra do Pau Alto               | 5,70 km  | (Não Concluída)          |
| URB-030       | leste        | Bairro da Estação, Tururu       | 5,38 km  | (Via Ipueiras)           |
| URB-040       | sudeste      | Gancho (Varjota)                | 5,28 km  | (Superposta pela CE-243) |
| URB-050       | sul          | Serra do Junqueira              | -        | (Inviável)               |
| URB-060       | sudoeste     | Itapajé                         | 9,12 km  | (Superposta pela CE-243) |
| URB-070       | oeste        | Localidade de Mundaú            | 10,7 km  | (Via Itacolomy)          |
| URB-080       | noroeste     | Cabeceiras do Mundaú, Itapipoca | 8,84 km  | (Via Bananal)            |
| URB-090       | nor-noroeste | Arapari                         | 7,86 km  | (Via Sítio Capeba)       |

### Geologia
A cidade de Uruburetama está localizada no Maciço Residual da Serra de Uruburetama. Seus solos principais são: Solos Litólicos e Podzólico Vermelho-Amarelo. As vegetações presentes no município são Caatinga Arbustiva Aberta, Floresta Subcaducifólia Tropical Pluvial e Floresta Subperenifólia Tropical Pluvio-Nebular

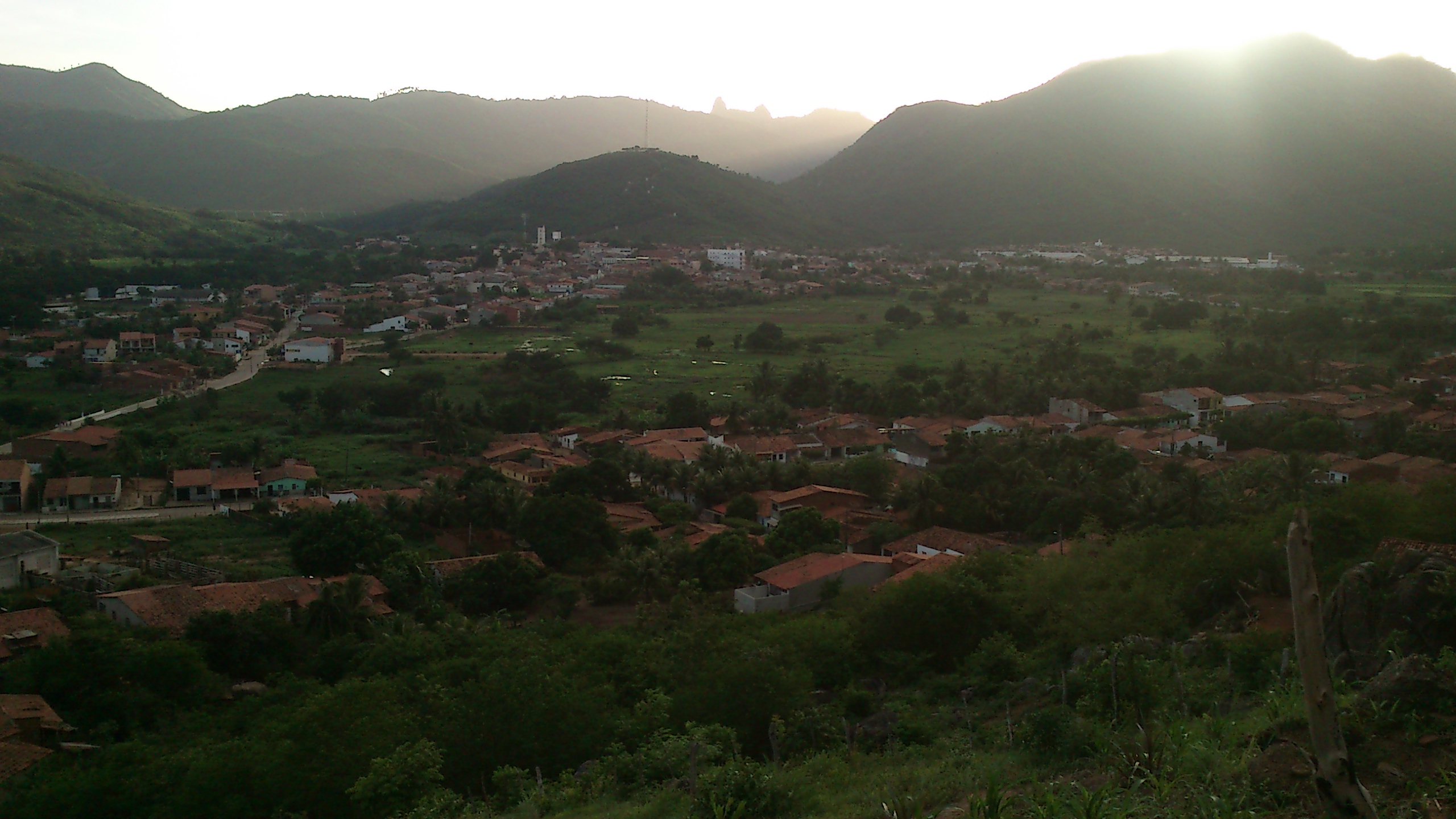
Vista da cidade de Uruburetama a partir da Serra do Pau Alto. 2013.

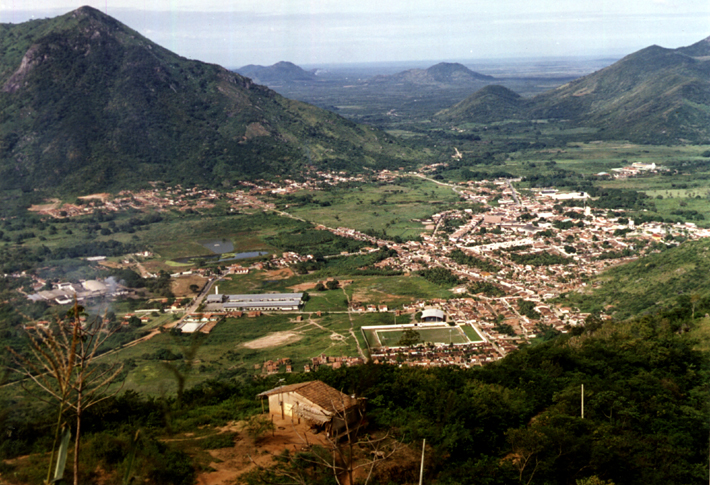

### Hidrografia

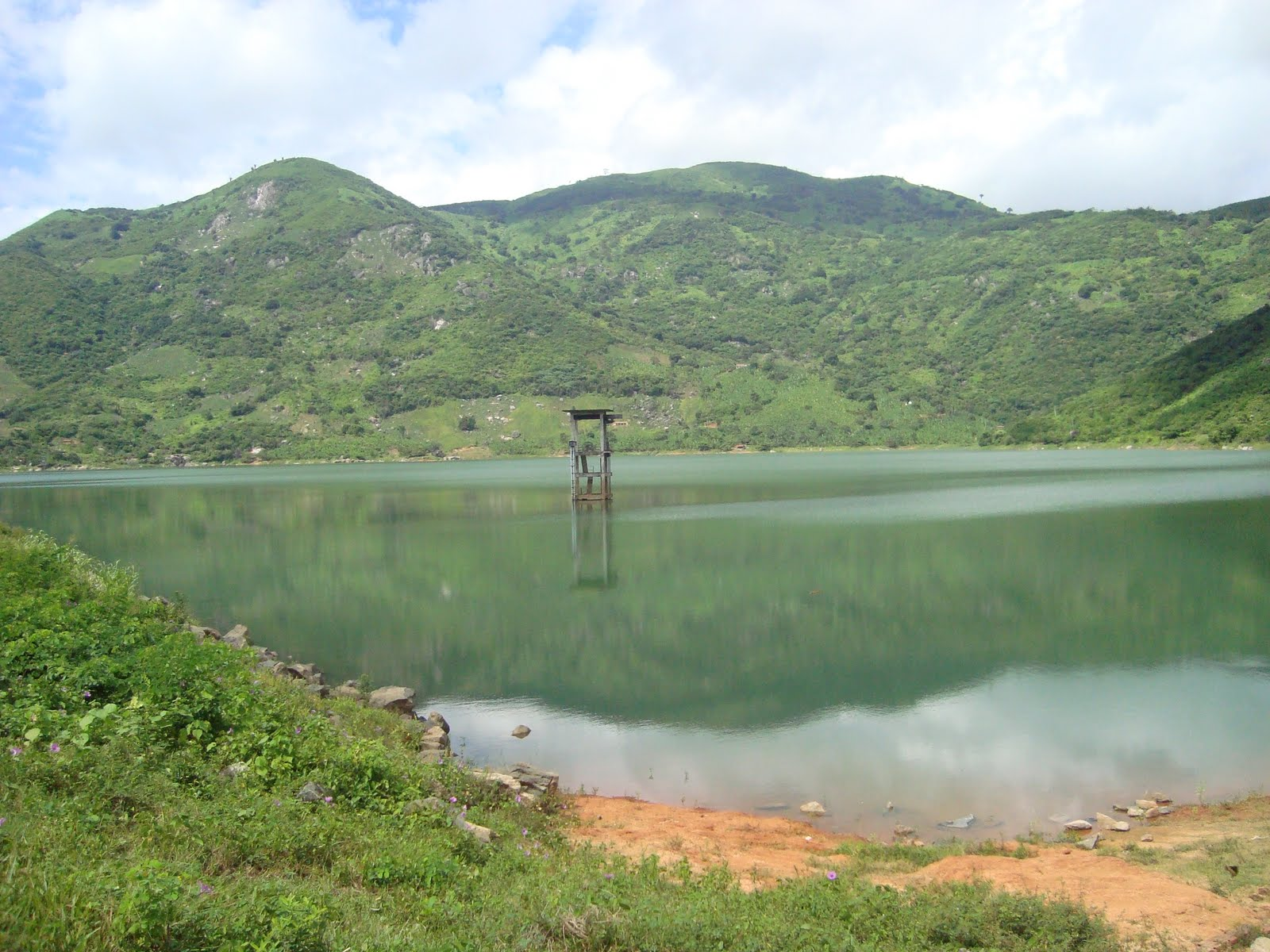
Açude Mundaú

O rio Mundaú é o principal rio que corta o município e nasce na parte meridional da serra de Uruburetama, no Sítio Pau Amarelo em Cabeceiras do Mundaú, Itapipoca. Tem um curso total de 160 km e desemboca no oceano, formando um pequeno estuário na Mundaú, Trairi. Descendo a serra, percorre um trecho de forte inclinação, quase sempre encachoeirado e com encostas próximas. A bacia do rio Mundaú é formada ainda pelo rio Angelim e por diversos riachos, estando esta bacia menor inserida na unidade hidrológica denominada Bacia do Litoral .

#### Açude Mundaú
Administrado pelo DNOCS, a barragem teve suas obras iniciadas em 1963. Sua barragem está localizada próximo ao Sítio Pirapora, a 2 km do centro de Uruburetama. Conforme registros constantes no banco de dados da Cogerh, desde sua fundação  o açude sangrou por 10 vezes, atingindo 100% de sua capacidade nos anos de 1994, 1995, 1996, 2000, 2001, 2002, 2003, 2004, 2009  e 2020.

### Altitude
Atinge 210 metros na sede municipal e 950 metros na Serra de Retiro, o ponto de maior altitude do município de Uruburetama e da [Microrregião de Uruburetama].

### Clima
Seu clima predominante é o Tropical Semiárido brando, com temperatura média de 15° a 33°. A pluviosidade é de 1.107,5mm . Devido sua altitude e sua proximidade do mar apresenta pluviometria média maior que a média da região onde está localizada. Na região, o período chuvoso é apenas de fevereiro a abril, possuindo um período seco bem extenso, de junho a dezembro.

## Economia
Historicamente, o município de Uruburetama passou por alguns ciclos econômicos que em grande parte explicam sua história e sua proeminência na região da Serra da Uruburetama. Inicialmente, prevalecia o cultivo de subsistência e a criação de gado.
Já no começo do século XIX, inicia-se o ciclo do algodão no município, que foi pioneiro na implantação dessa cultura no estado e que gradualmente foi se expandindo para outras regiões serranas como nas serras de Baturité, Meruoca, Pereiro e Aratanha.
Com um PIB, em 2012, de R$ 170.056.000, o PIB per capita do município era de R$8.382. As principais atividades do município de Uruburetama são a Indústria de Transformação (que empregava, em 2011, 1.294 pessoas), a Administração Pública (1.068 empregos em 2011) e o Comércio (278 empregos em 2011).
A tabela acima expressa o PIB de Uruburetama em R$ mil e o PIB per capita em R$.

## Política
Lista de prefeitos de Uruburetama

## Subdivisões
Predefinição:Subdivisões do município de Uruburetama

### Bairros
- Centro
- Bela Vista
- Itamaraty
- Alto da Colina
- Angelim
- Volta
- Novo Angelim
- Alto São João
- Casinhas
- Lajedos

### Distritos e Comunidades

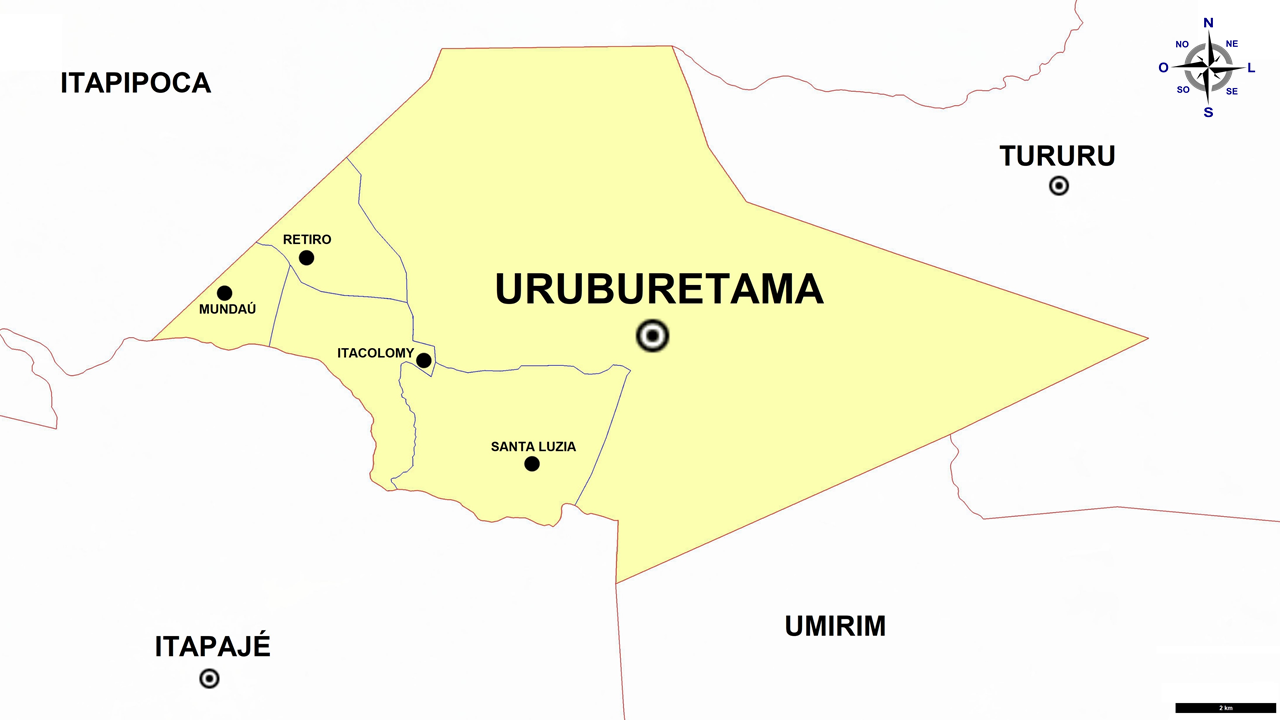
Mapa de Uruburetama e Distritos

Distritos
| Distrito                       | Ano de Criação |
| ------------------------------ | -------------- |
| Uruburetama (Sede)             | 1890           |
| Santa Luzia (antiga Forquilha) | 1963           |
| Itacolomy (antigo Itapicu)     | 1999           |
| Mundaú                         | 2007           |
| Retiro                         | 2007           |

Povoados
- Açude dos Vianas
- Água Fria
- Aguaí
- Água Sumida
- Apertada Hora
- Baixa Grande
- Balança
- Bananal
- Barreiros
- Barrica
- Belmonte
- Bom Jesus
- Canto Escuro
- Capeba
- Carrapato
- Ferrão
- Garguê
- Guaribuna
- Jenipapo
- Itapirema
- Luiz Inácio
- Manoel Rodrigues
- Ouro
- Paraíso
- Pedra Furada
- Polônia
- Prata dos Galdinos
- Prata do Bananal
- Santa Maria
- Santa Úrsula
- Salobro
- São João
- São Romão
- Sítio Cachorro (Morto)
- Serra do Sítio
- Sítio do Meio
- Sítio Ipueiras
- Sítio Glória
- Sítio Oiticica
- Sítio Pau Alto
- Sítio Pirapora
- Sítio Telha-Preta
- Sobradinho
- Tamboatá
- Tauá
- Trapiá

## Educação e Cultura

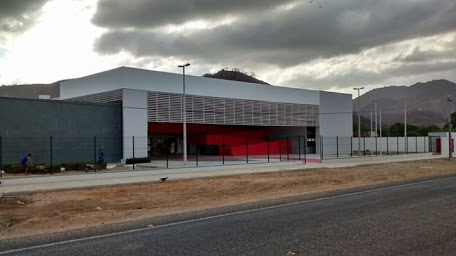
A EEEP Maria Auday Vasconcelos Nery faz parte do sistema educacional público estadual da cidade e atende aos municípios de Uruburetama, Umirim e Tururu.

Em 2015 o município contava com: 
- 27 Escolas Municipais
- 03 Escolas Estaduais
- 00 Escolas Federais
- 03 Escolas Particulares

## Saúde
O município faz parte do CPSMIT. Conta também com um hospital público e PSF's.

## Literatura
Na literatura de Uruburetama é citada na obra Iracema de José de Alencar no capítulo 20:
     Atravessam os córregos que levam suas águas ao rio das garças, e avistam longe no horizonte uma alta serrania. Expira o dia; nuvem negra voa das bandas do mar: são os urubus que pastam nas praias a carniça que o oceano arroja, e com a noite tornam ao ninho. Os viajantes dormem em Uruburetama. Quando o Sol voltou, chegaram às margens do rio, que nasce da quebrada da serra e desce a planície enroscando-se como uma cobra. Suas voltas contínuas enganam a cada passo o peregrino, que vai seguindo o tortuoso curso; por isso foi chamado Mundaú.